# Favara (Włochy)
Favara – miejscowość i gmina we Włoszech, w regionie Sycylia, w prowincji Agrigento.
Według danych na styczeń 2010 gminę zamieszkiwało 33 744 osoby przy gęstości zaludnienia 416,4 os./1 km².
W najstarszej części miasta znajduje się XVIII-wieczny kościół Wniebowzięcia Najświętszej Maryi Panny, przebudowany w latach 1892–1898 stylu neorenesansowym.

## Linki zewnętrzne

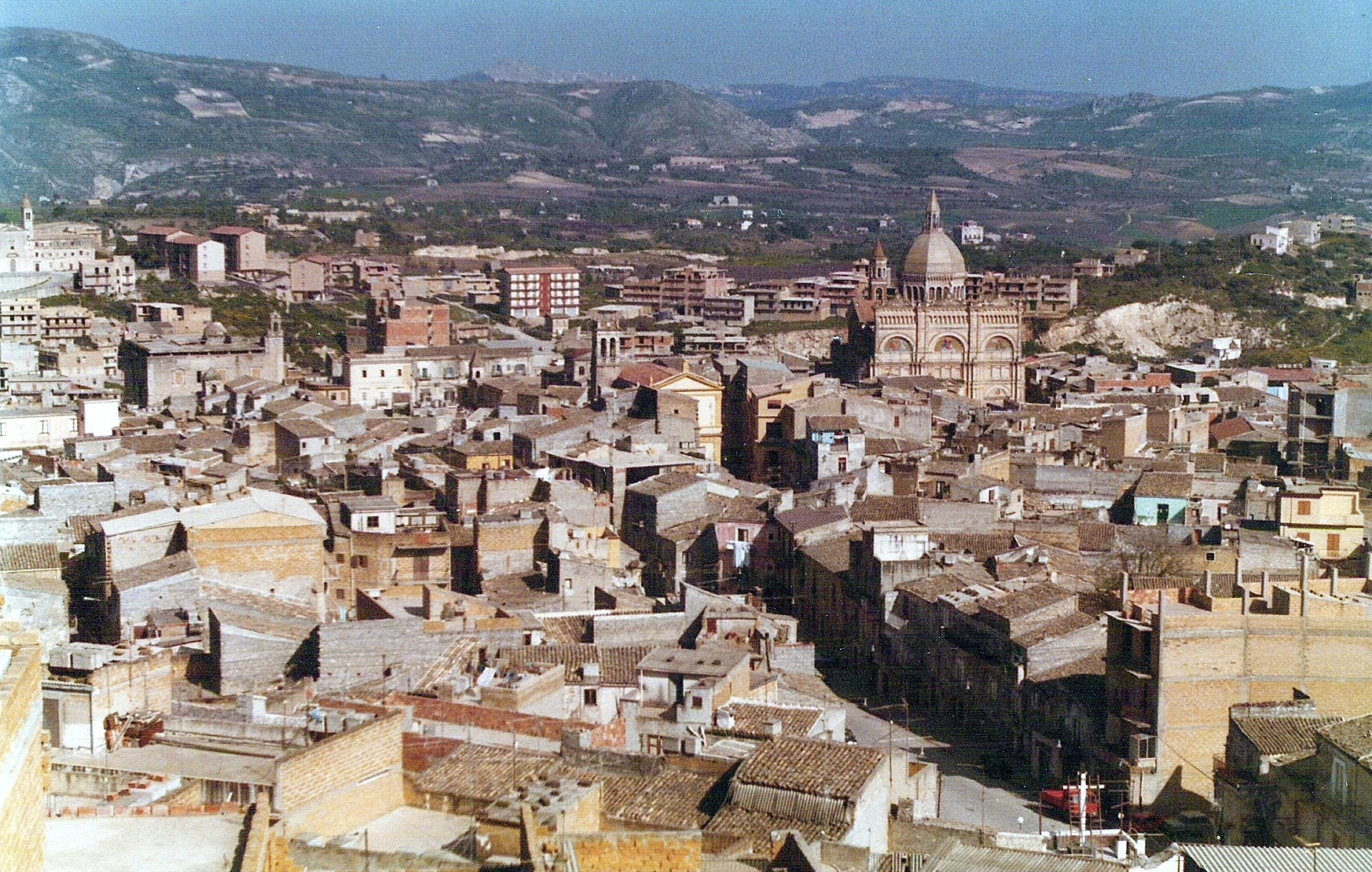
Favara

## Miasta partnerskie
- Andújar